# ديف كيرمان
ديف كيرمان (بالإنجليزية: Dave Kerman)‏ هو ملحن أمريكي، ولد في 24 أغسطس 1959 في كاليفورنيا في الولايات المتحدة.

## وصلات خارجية
- ديف كيرمان على موقع ميوزك برينز (الإنجليزية)
- ديف كيرمان على موقع أول ميوزيك (الإنجليزية)
- ديف كيرمان على موقع ديسكوغز (الإنجليزية)